# Evy Leibfarth
Evy Leibfarth (n. 26 ianuarie 2004, Sylva⁠(d), Carolina de Nord, SUA) este o caiacistă ce a reprezentat Statele Unite ale Americii, medaliată olimpică. A participat la 2 ediții ale Jocurilor Olimpice (2020, 2024) în care a câștigat o medalie de bronz.